# Holcombe Hockey Club
Der Holcombe Hockey Club ist ein Feldhockeyverein aus Rochester in der englischen Grafschaft Kent. Der ursprüngliche Club Old Holcombeians, benannt nach der Holcombe bezeichneten Spielstätte, wurde von Absolventen der örtlichen Chatham Grammar School in den 1960er Jahren gegründet. Der Verein entstand in seiner jetzigen Form 1999 durch die Fusion der Old Holcombeians mit den Clubs Templars, Rochester und Gillingham. Die Clubanlage befindet sich im Holcombe Park gut drei Kilometer südlich des Zentrums von Rochester und umfasst zwei Kunstrasenplätze und ein Clubhaus. Holcombe HC spielt in roten Trikots und schwarzen Hosen. Präsident des Vereins ist seit den 1970er Jahren der Geschäftsmann David South, Gründer und Vorstand des Baukonzerns Faithdean, der auch als Sponsor von Holcombe fungiert. Der Club ist einer der größten Hockeyclubs des Vereinigten Königreichs mit zehn Herrenteams, fünf Damenteams und zahlreichen weiteren Jugend- und Seniorenmannschaften. Die 1.Herren und 1.Damen spielen in der höchsten nationalen Liga, der England Hockey League.

## Herren
| Saison                    | Liga                        | Platz | Punkte | Anmerkung              |
| ------------------------- | --------------------------- | ----- | ------ | ---------------------- |
| 2006/07                   | EHL Division One            | 9./10 | 15     | Abstieg                |
| 2007/08                   | EHL National South Division | 3./12 | 46     | Ligenneustrukturierung |
| 2008/09                   | EHL Conference East         | 7./10 | 23     |                        |
| 2009/10                   | EHL Conference East         | 4./10 | 31     |                        |
| 2010/11                   | EHL Conference East         | 3./10 | 36     |                        |
| 2011/12                   | EHL Conference East         | 4./10 | 33     |                        |
| 2012/13                   | EHL Conference East         | 2./10 | 41     |                        |
| 2013/14                   | EHL Conference East         | 2./10 | 46     |                        |
| 2014/15                   | EHL Conference East         | 1./10 | 52     | Aufstieg               |
| 2015/16                   | EHL Premier League          | 1./10 | 44     |                        |
| EHL=England Hockey League |                             |       |        |                        |

| Europapokalbilanz Herren Feld |                    |        |       |           |
| Jahr                          | Wettbewerb         | Niveau | Platz | Ort       |
| 2017                          | Euro Hockey League | 1      | VR 24 | Banbridge |
| 2018                          | Euro Hockey League | 1      | AF    | Rotterdam |

2014 machte Holcombe Schlagzeilen, als der Kapitän der englischen Nationalmannschaft Barry Middleton zum damaligen Zweitligisten wechselte. Nach sieben Saisons in der 2.Liga stieg Holcombe 2015 erstmals in die EHL Premier League auf. Die Mannschaft konnte auf Anhieb in der Saison 2015/2016 in der Liga den ersten Platz erreichen, scheiterte aber im anschließenden Play-off-Halbfinale am späteren Meister Wimbledon HC. Bei den Olympischen Sommerspielen 2016 stellte Holcombe sieben Spieler für die Britische Hockeynationalmannschaft.
Als Vorrundenerster 2016 qualifizierte sich Holcombe für die Euro Hockey League 2016/17. Dort konnte sich das Team nach einem 8:1 gegen den polnischen Vertreter AZS AWF Posen und einem 1:2 gegen den SV Kampong aus den Niederlanden in der Vorrunde nicht für das Achtelfinale qualifizieren. Im nationalen Pokal schied das Team im Achtelfinale beim Ligakonkurrenten Beeston HC nach Siebenmeterschießen aus.

## Damen
| Saison                                             | Liga                 | Platz | Punkte | Anmerkung |
| -------------------------------------------------- | -------------------- | ----- | ------ | --------- |
| 2006/07                                            | EWL Division 1 South | 2./12 | 55     | Aufstieg  |
| 2007/08                                            | EWL Premier Division | 1./12 | 63     |           |
| 2008/09                                            | EWL Premier Division | 3./12 | 44     |           |
| 2009/10                                            | EWL Premier Division | 3./12 | 53     |           |
| 2010/11                                            | EWL Premier Division | 3./12 | 52     |           |
| 2011/12                                            | EWL Premier Division | 4./14 | 51     |           |
| 2012/13                                            | EWL Premier Division | 1./12 | 64     | Aufstieg  |
| 2013/14                                            | EHL Conference East  | 1./10 | 48     | Aufstieg  |
| 2014/15                                            | EHL Premier League   | 5./10 | 25     |           |
| 2015/16                                            | EHL Premier League   | 4./10 | 30     |           |
| EHL=England Hockey League, EWL=East Women’s League |                      |       |        |           |

Bis 2013 spielte das Team in Ligen der regionalen East Women’s League, dann folgte der Aufstieg in die zweitklassige EHL Conference East. Dort gelang 2013/14 der direkte Durchmarsch mit dem Aufstieg in die EHL Premier League. Im Oberhaus etablierte sich Holcombe in den ersten beiden Saisons und erreichte die Plätze 5 und 4. 2015/16 drang die Mannschaft bis ins Halbfinale des nationalen Pokals vor, verlor dort beim späteren Sieger Clifton 1:3.

## Bekannte Spieler

### Nationalspieler
England/ Vereinigtes Königreich
| - David Ames - Nicholas Catlin - Daniel Fox | - Danny Hall - Ashley Jackson - Iain Lewers | - Barry Middleton - George Pinner - Samuel Ward |

 England
- David Mathews

 Irland
- David Ames
- Iain Lewers

 Brasilien
- Stephane Vehrle-Smith

 Südafrika
- Gareth Carr
- Denzil Dolley
- Ryan Ravenscroft

### Nationalspielerinnen
England/ Vereinigtes Königreich
| - Steph Elliott - Maddie Hinch - Sam Quek - Laura Unsworth | - Ellie Watton - Nicola White - Lucy Wood |

 Schottland/ Vereinigtes Königreich
- Emily Maguire
- Sarah Robertson

 Wales/ Vereinigtes Königreich
- Sarah Jones
- Rose Thomas
- Leah Wilkinson

 Irland
- Nicola Daly
- Megan Frazer

 Südafrika
- Dirkie Chamberlain